# Rouxinol-do-japão

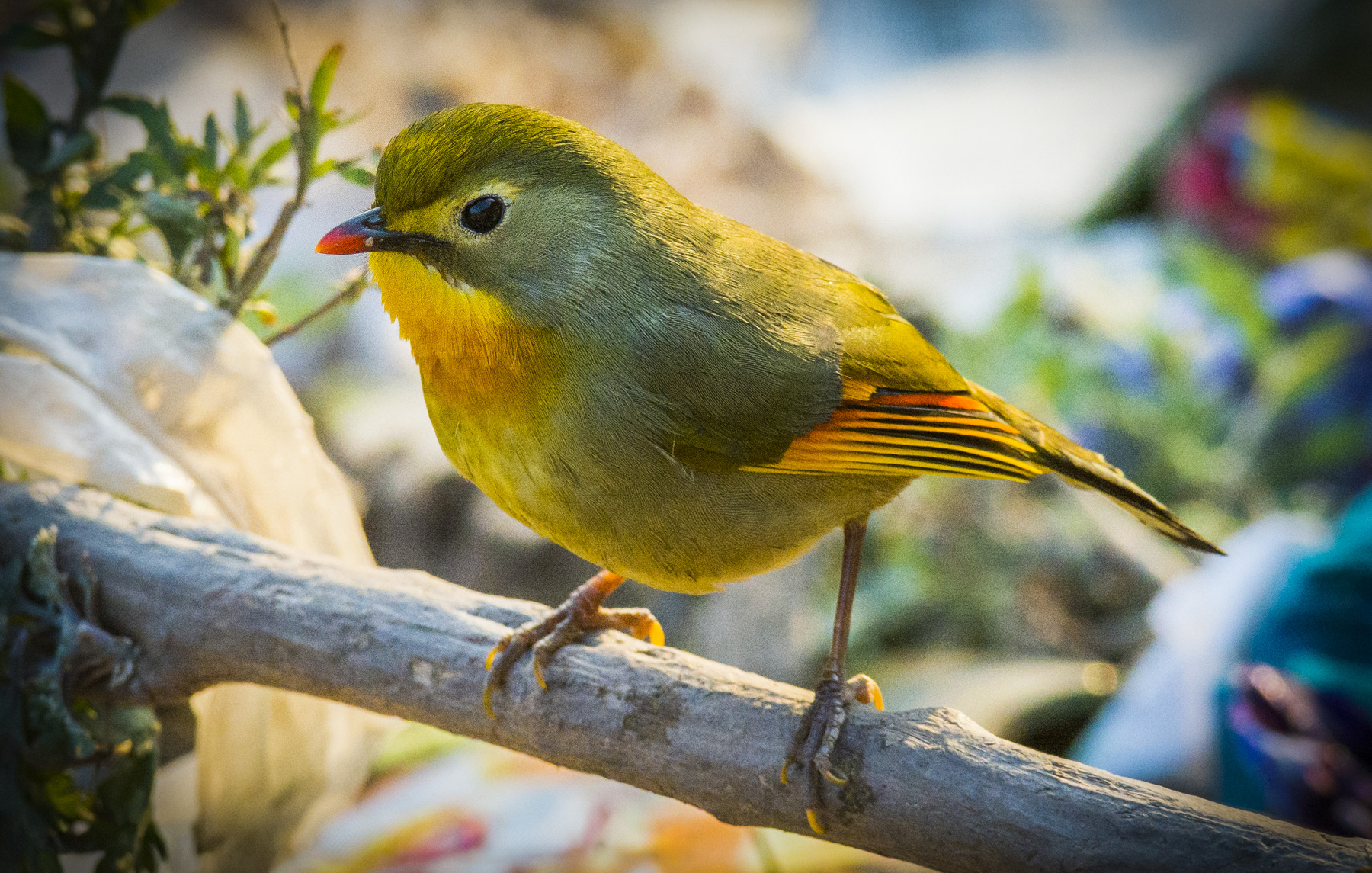

O rouxinol-do-japão (Leiothrix lutea) é uma espécie de ave da família dos leiotriquídeos, nativo do sul da China e do Himalaia. Os adultos têm bicos vermelhos e um anel perioftálmico amarelo opaco ao redor dos olhos. Suas costas são verde-oliva fosco, e possuem um papo amarelo-laranja brilhante com uma garganta amarela; as fêmeas são um pouco mais discretas que os machos, e os juvenis têm bicos pretos. Também foi introduzido em várias partes do mundo, com pequenas populações ferais existindo no Japão desde a década de 1980 e no Havaí desde o início do século XX. Tornou-se um pássaro de gaiola comum e entre os avicultores acabou se popularizando como rouxinol-do-japão, mesmo não sendo nativo do Japão (embora tenha sido introduzido e naturalizado lá) e tampouco é um rouxinol.

## Taxonomia
O rouxinol-do-japão foi formalmente descrito em 1786 pelo naturalista austríaco Giovanni Antonio Scopoli sob o nome binomial Sylvia lutea. A espécie é agora colocada justamente ao rouxinol-de-faces-prateadas (L. argentauris) no gênero Leiothrix, que foi introduzido em 1832 pelo naturalista inglês William John Swainson. O nome genérico combina o grego antigo leios que significa "liso" e thrix que significa "cabelo". O epíteto específico lutea vem do latim luteus que significa "amarelo açafrão". Scopoli especificou a localização-tipo como China, mas isso foi posteriormente restrito às regiões montanhosas da província chinesa de Anhui.
Cinco subespécies são reconhecidas:
- L.l. kumaiensis (Whistler, 1943) – noroeste do Himalaia.
- L.l. calipyga (Hodgson, 1837) – Himalaia central ao noroeste de Mianmar.
- L.l. yunnanensis (Rothschild, 1921) – nordeste de Mianmar e sul da China.
- L.l. kwangtungensis (Stresemann, 1923) – sudeste da China e norte do Vietnã.
- L.l. lutea (Scopoli, 1786) – centro-sul, leste da China.

## Descrição

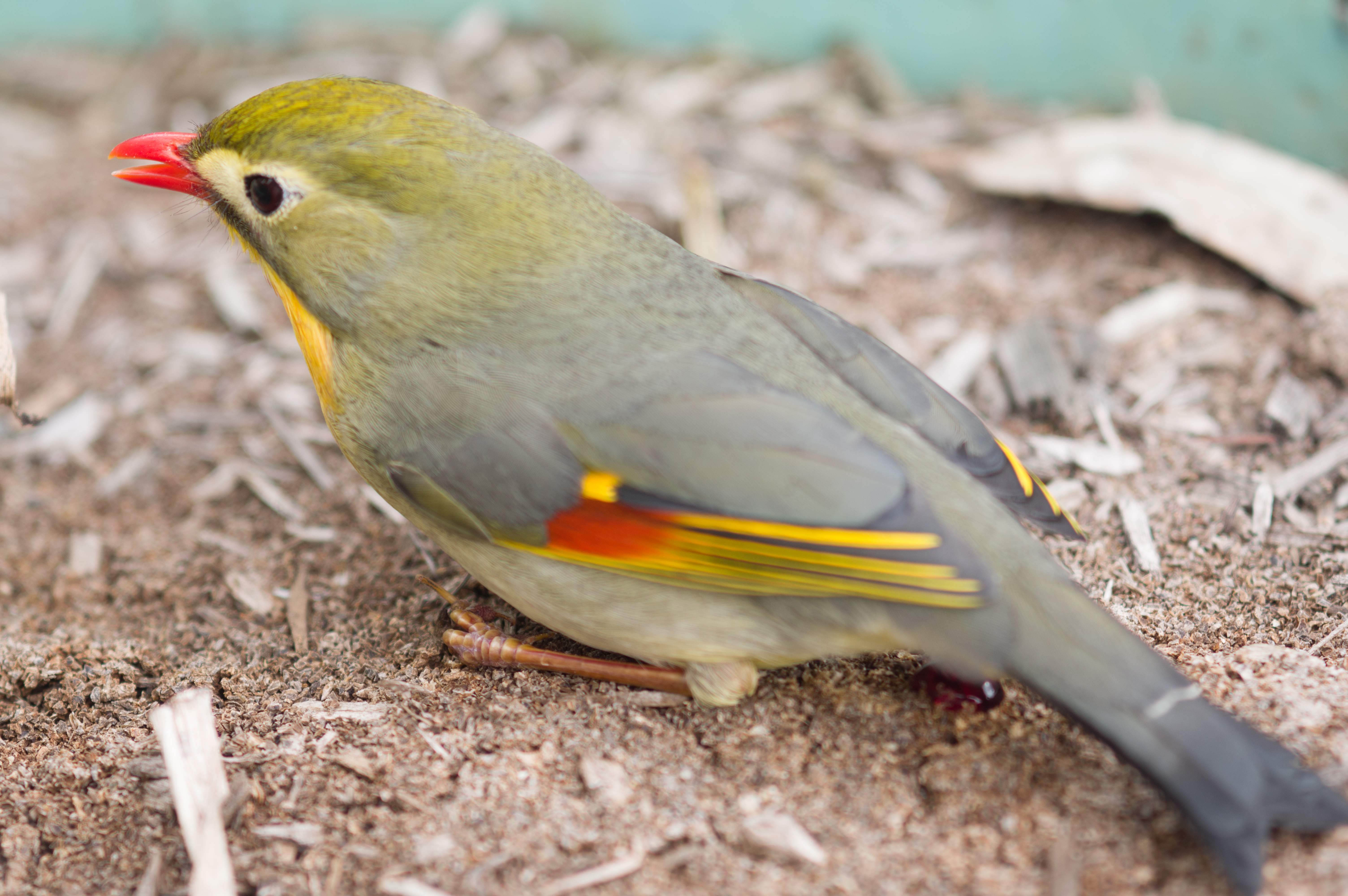
Indivíduo em Maui, Havaí

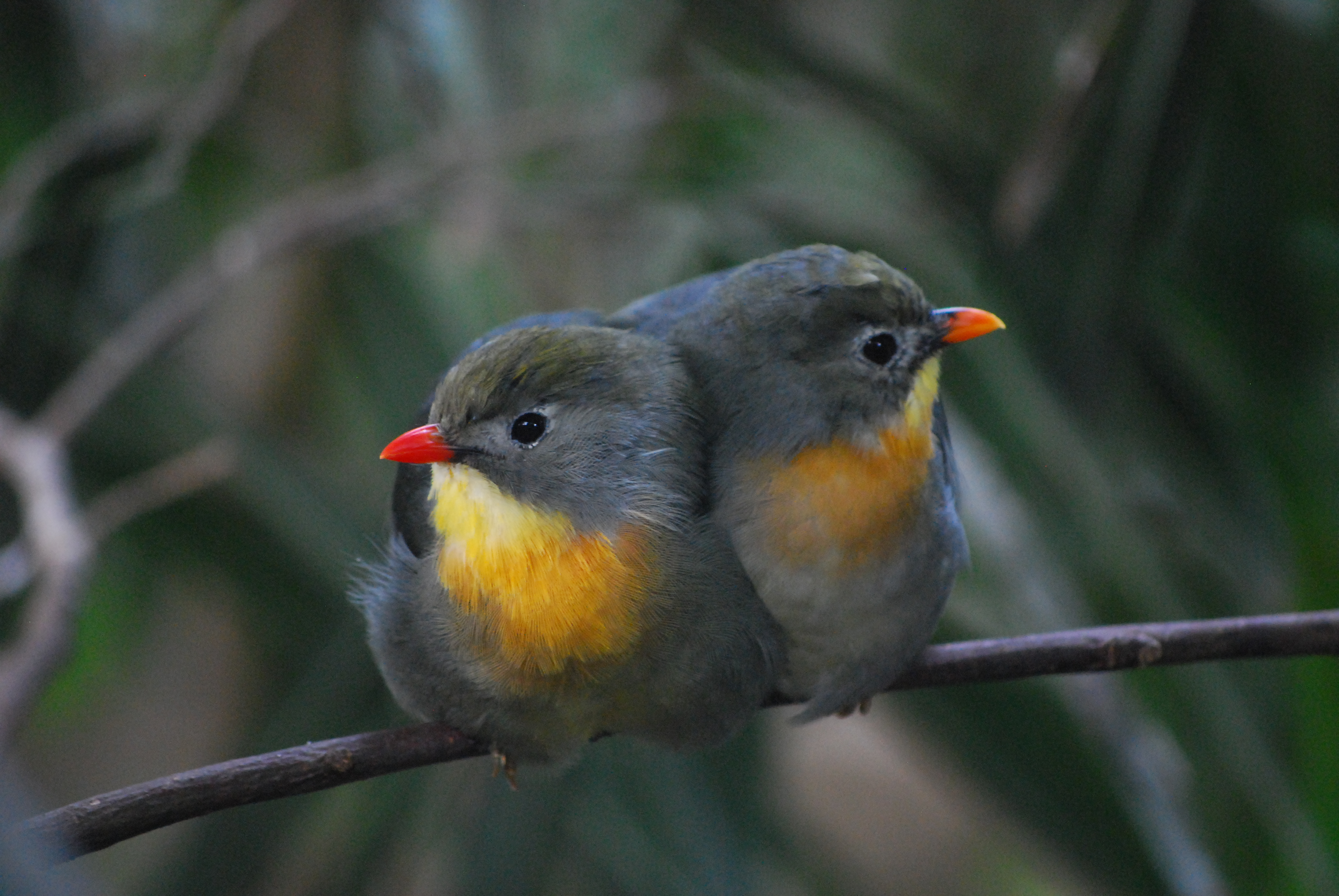
Casal no Zoológico de Chester na Inglaterra

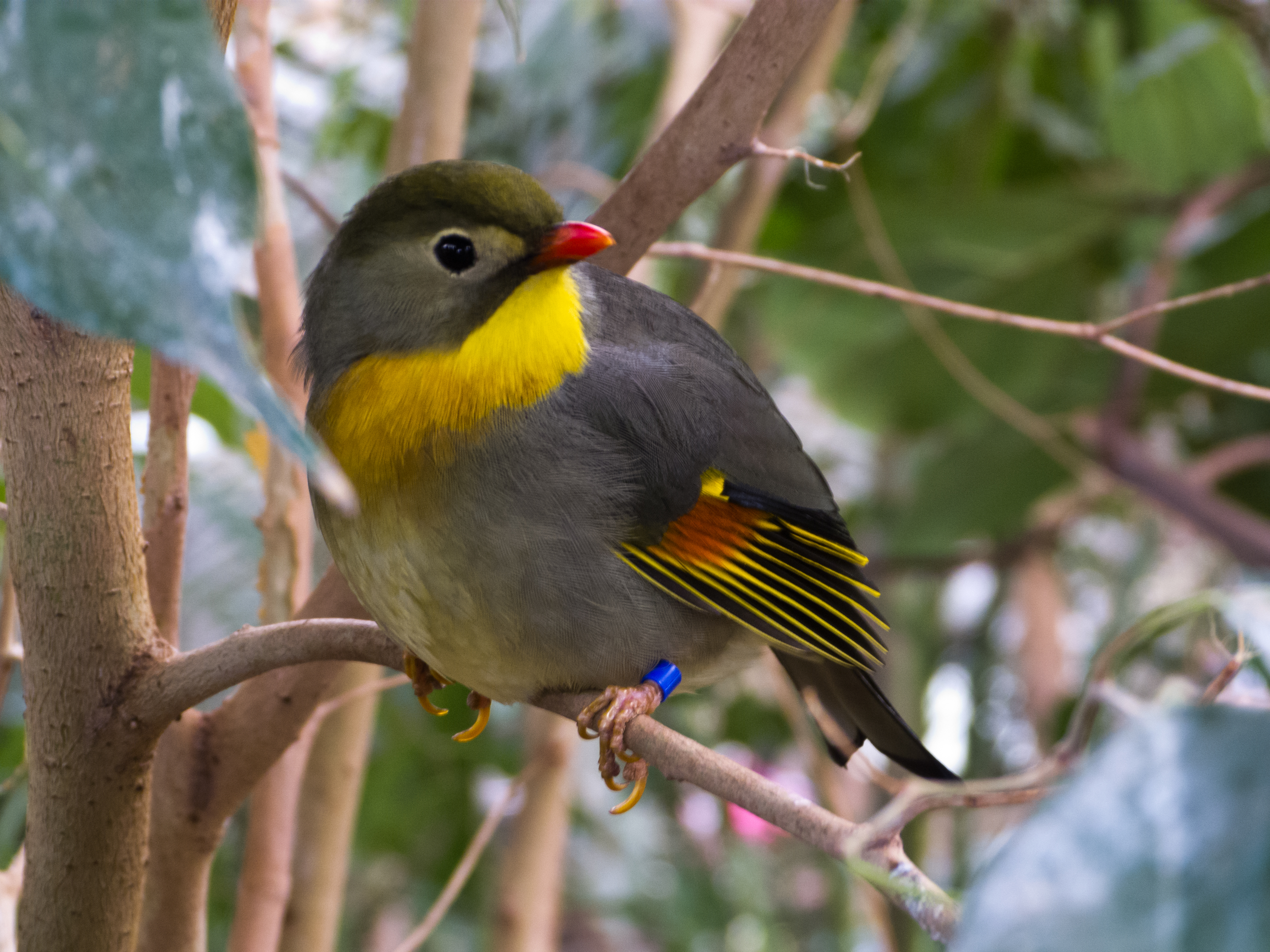
Macho no Zoológico de Chester na Inglaterra

Mede cerca de 15 centímetros de comprimento, geralmente verde-oliva, e tem uma garganta amarela com sombreamento laranja no peito. Também tem um anel amarelado opaco ao redor do olho que se estende até o bico. As penas das asas são amarelas, laranjas e vermelhas com a cauda bifurcada sendo marrom-oliva e enegrecida na ponta. As orelhas e a lateral do pescoço são de uma cor cinza azulada. A fêmea é muito mais pálida que o macho e não tem a mancha vermelha nas asas. Este pássaro é muito ativo e um excelente cantor, mas muito discreto e difícil de ser observado. Não voa com frequência, exceto em habitats abertos.

## Distribuição ehabitat
O rouxinol-do-japão é encontrado naturalmente na Índia, Butão, Nepal, Birmânia e partes do Tibete. Esta espécie é uma ave das florestas montanhosas, encontrada em todos os tipos de florestas, embora prefira florestas de pinheiros com arbustos. Também foi encontrado em elevações que variam desde o nível do mar até cerca de 2.280 metros de altitude. No Japão prefere florestas de Abies e Tsuga com um denso sub-bosque de bambu.

## Espécie invasora
Em 2022, estudos demonstram que sua expansão, que tem passado quase despercebida, está a acontecer em 10 países europeus, incluindo Portugal, onde deverão existir entre 500 a 700 casais só na região Centro, revela um artigo científico publicado a 1 de Novembro de 2021 na revista Biological Invasions.
No final do século XIX o rouxinol-do-japão foi levado para várias regiões do mundo, sendo para exposições zoológicas ou para ser mantido como animal de estimação. Mais tarde, no final do século XX, deu-se outro grande período de introdução desta espécie exótica especialmente na Europa.

### Em ilhas
A espécie foi introduzida nas ilhas havaianas em 1918 e se espalhou para todas as outras ilhas, exceto Lanai. Sua população em Oahu caiu na década de 1960 e desapareceu de Kauai, mas agora é comum e está aumentando em Oahu. Foi introduzido na Austrália Ocidental, mas não conseguiu se estabelecer. Também está estabelecido nas ilhas Mascarenhas da Reunião. No Japão, as populações naturalizadas do que é provavelmente a subespécie nominal desta espécie foram registradas desde a década de 1980 e se estabeleceram no centro e no sudoeste do país, onde a espécie acabou sendo naturalizada.

### Na Europa
Esta espécie foi introduzida na Grã-Bretanha, mas o estabelecimento permanente foi considerado mal sucedido, embora um conjunto de avistamentos entre 2020-2022 no sul da Inglaterra sugira que algumas colônias podem ter sido estabelecidas. Em Portugal houve solturas no início da década de 2000, e possui populações ferais conhecidas em Coimbra, Lisboa e Setúbal, onde a espécie já colonizou o Parque Natural de Sintra-Cascais. Foi introduzido na França, onde agora está estabelecido em várias áreas, e na Espanha, onde está aumentando e se espalhando a partir do Parque Collserola, em Barcelona. A espécie também foi introduzida na Itália, onde três populações principais podem ser identificadas nas regiões de Toscana, Ligúria, Lácio e Colinas Eugâneas. Além de existirem várias outras áreas com alto risco de invasão.

## Comportamento e ecologia
A espécie é, comportamentalmente, dominante sobre outros passeriformes menores. Por um lado, é maior do que os seus competidores mais diretos – como o pisco-de-peito-ruivo (Erithacus rubecula) e a toutinegra-de-barrete (Sylvia atricapilla). Por outro, tem maior robustez de bico e patas, vencendo as aves nativas nos confrontos por alimento. A nível mundial, esta espécie é considerada uma das aves invasoras mais perigosas porque, além de competir com as espécies nativas, dispersa plantas exóticas e alberga a resistência à malária aviária.

### Alimentação
Possui alimentação onívora. Alimenta-se de frutas como morangos, mamão, goiabas e também várias espécies de Diptera, Mollusca, Lepidoptera e Hymenoptera. Geralmente apanha sua comida em folhagens e árvores mortas nos estratos mais baixos da vegetação.

### Reprodução

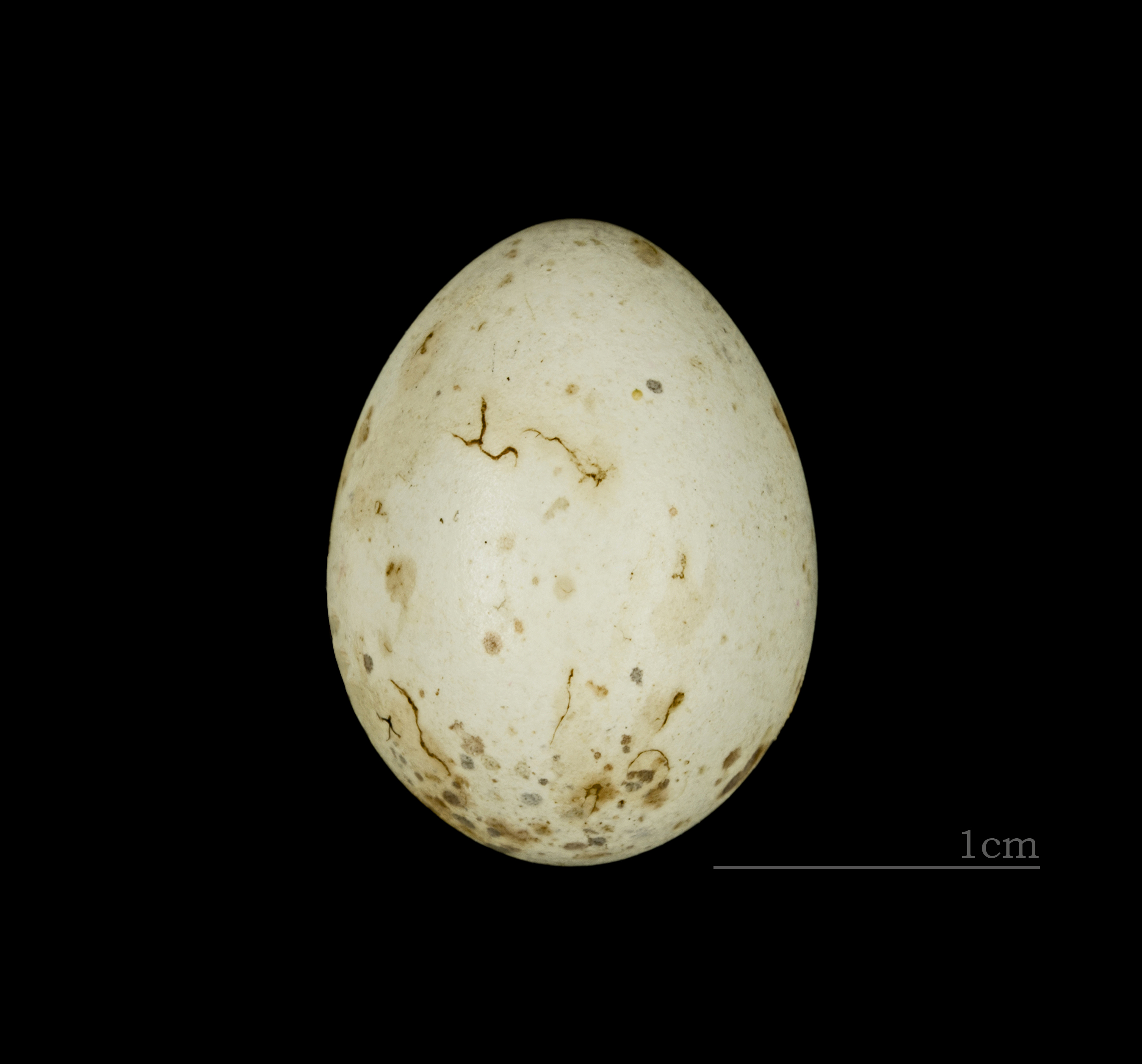
Ovo de Leiothrix lutea calipyga MHNT

O rouxinol-do-japão pode ser encontrado em grupos de dez a trinta indivíduos durante a estação não-reprodutiva; no entanto, durante a época de reprodução, as aves se separam em pares e tornam-se territoriais. Estas aves têm um canto que consiste em notas curtas que se repetem continuamente ao longo do ano, porém é mais constante durante a época de reprodução. Este período geralmente dura do início de abril até setembro. Os machos vocalizam cantos longos e complexos para tentar atrair a fêmea.
Os ninhos do rouxinol-do-japão são compostos de folhas secas, musgo e líquen. Vários ninhos são encontrados entre abril e junho e são colocados a três metros do solo. Os ninhos são muito bem escondidos na folhagem. A vegetação densa e fechada protege as aves de predadores.
As ninhadas podem conter de dois a quatro ovos com uma média de três. Os ovos possuem uma cor creme pálida com manchas marrons. As aves recém-nascidas têm a pele vermelha e uma grande boca alaranjada.